# Wingersheim
Wingersheim ist eine Commune déléguée in der französischen Gemeinde Wingersheim les Quatre Bans mit 1140 Einwohnern (Stand: 1. Januar 2021) im Département Bas-Rhin in der Region Grand Est (bis 2015 Elsass). Wingersheim ist ein ehemaliges Reichsdorf. Der Ort liegt auf 194 Metern über Meereshöhe.
Wingersheim war bis zum 1. Januar 2016 eine eigenständige Gemeinde, die zusammen mit Gingsheim, Hohatzenheim und Mittelhausen zur Commune nouvelle Wingersheim les Quatre Bans vereinigt wurde.
Während der deutschen Besatzung im Zweiten Weltkrieg wurden 1940 die verbliebenen jüdischen Einwohner nach Südfrankreich deportiert. Die Synagoge von Wingersheim wurde zweckentfremdet. Eine größere Anzahl ehemaliger Bürger jüdischen Glaubens kamen während der nationalsozialistischen Gewaltherrschaft ums Leben.

## Bevölkerungsentwicklung
| 1962 | 1968 | 1975 | 1982 | 1990 | 1999 | 2006 | 2012 |
| ---- | ---- | ---- | ---- | ---- | ---- | ---- | ---- |
| 852  | 829  | 873  | 1006 | 1012 | 1046 | 1126 | 1181 |

## Sehenswürdigkeiten

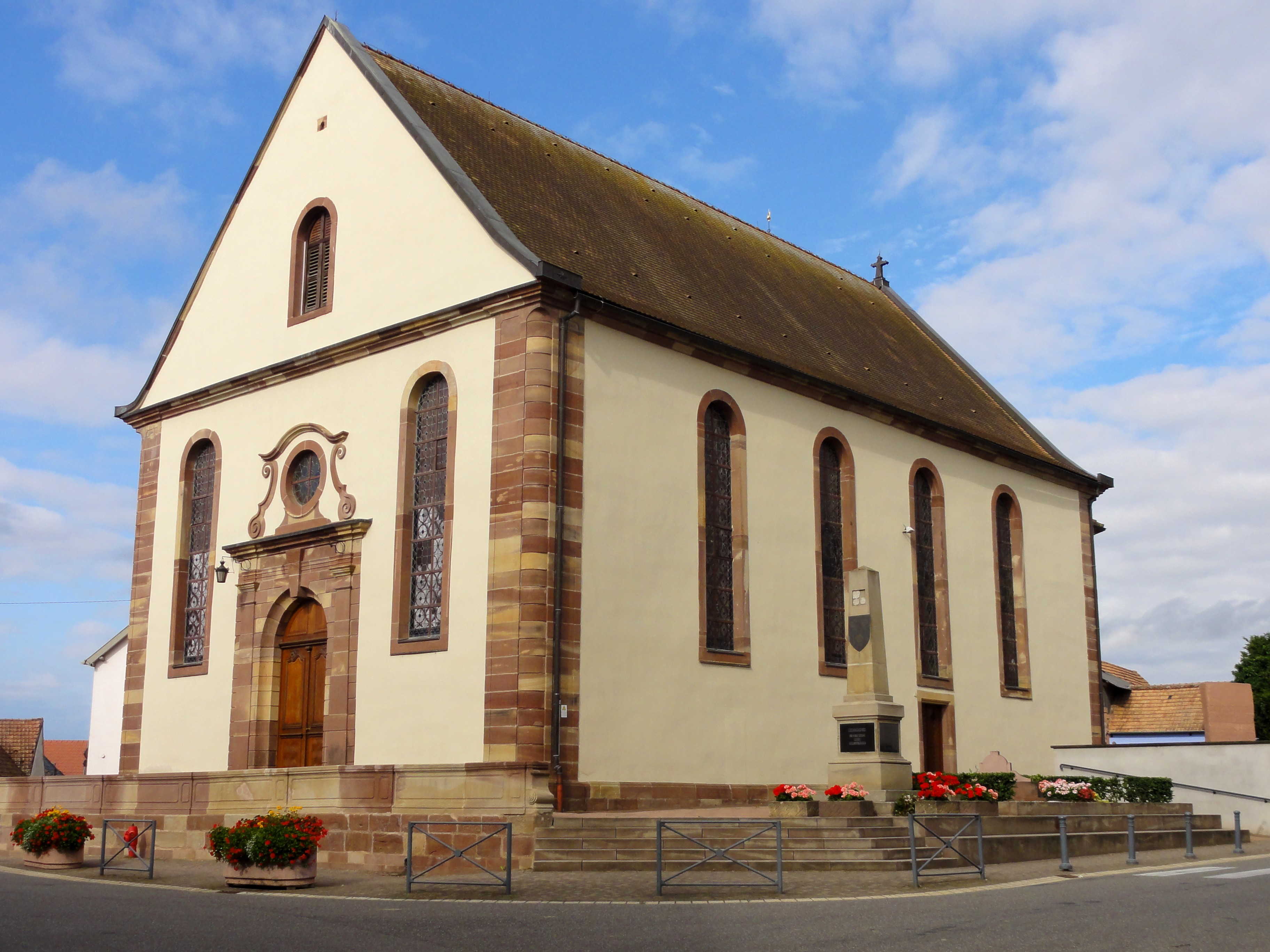
Kirche Saint-Nicolas

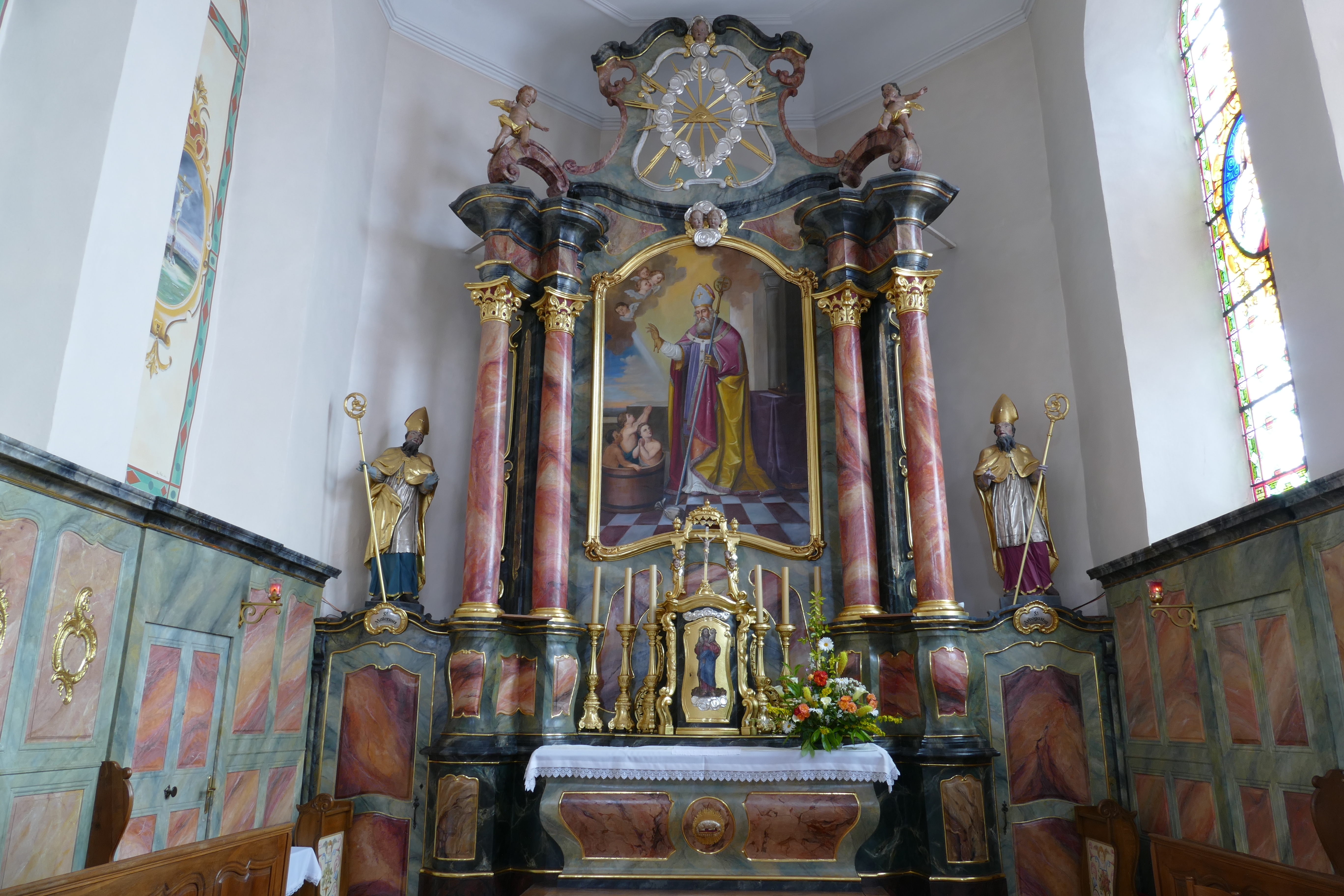
Altar der Kirche Saint-Nicolas

- Kirche Saint-Nicolas aus dem 13. Jahrhundert
- Synagoge aus dem Jahr 1875
- Gemeindehaus aus dem Jahr 1790